# Play Hard
Play Hard is een nummer van de Franse dj David Guetta uit 2013, met vocalen van de Amerikaanse zangers Ne-Yo en Akon. Het is de derde en laatste single van Guetta's album Nothing but the Beat 2.0, een heruitgave van het album Nothing but the Beat uit 2011.
De melodie van "Play Hard" is gesampled uit "Better Off Alone" van Alice Deejay. Het nummer werd in veel Europese landen een grote hit. Zo haalde het de 7e positie in zowel Guetta's thuisland Frankrijk als in de Vlaamse Ultratop 50. In de Amerikaanse Billboard Hot 100 was het nummer echter minder succesvol met een 64e positie. Ook in Nederland was het nummer niet heel succesvol; daar haalde het de 12e positie in de Tipparade.